# De Verzoeking van de H. Antonius (Michelangelo)
De verzoeking van de Heilige Antonius is het vroegst bekende schilderwerk dat de Italiaanse kunstenaar Michelangelo schilderde naar een gravure van Martin Schongauer toen hij 12 of 13 jaar oud was. Het werk bevindt zich in het Kimbell Art Museum in Fort Worth, Texas.
Het werk toont het, in de middeleeuwen vaak voorkomende, onderwerp De verzoeking van Sint Antonius van Egypte. Het schilderij werd eerder toegeschreven aan de school van Domenico Ghirlandaio, onder wie Michelangelo als leerling heeft gewerkt. Nadat in 2008 het werk door experts werd erkend als een authentiek werk van Michelangelo werd het door het Kimbell Art Museum gekocht. Het werk is een van de slechts vier beschilderde panelen van Michelangelo.

## Oorsprong
Giorgio Vasari beschreef in zijn biografie van Michelangelo dat de kunstenaar het werk schilderde naar een gravure van Schongauer en Ascanio Condivi vertelt dat Michelangelo voor het werk naar de vismarkt ging om visschubben te kopen en na te tekenen, iets dat op de gravure van Schongauer niet zichtbaar was. Ook voegde Michelangelo een landschap toe en veranderde hij de gezichtsuitdrukking van de heilige.

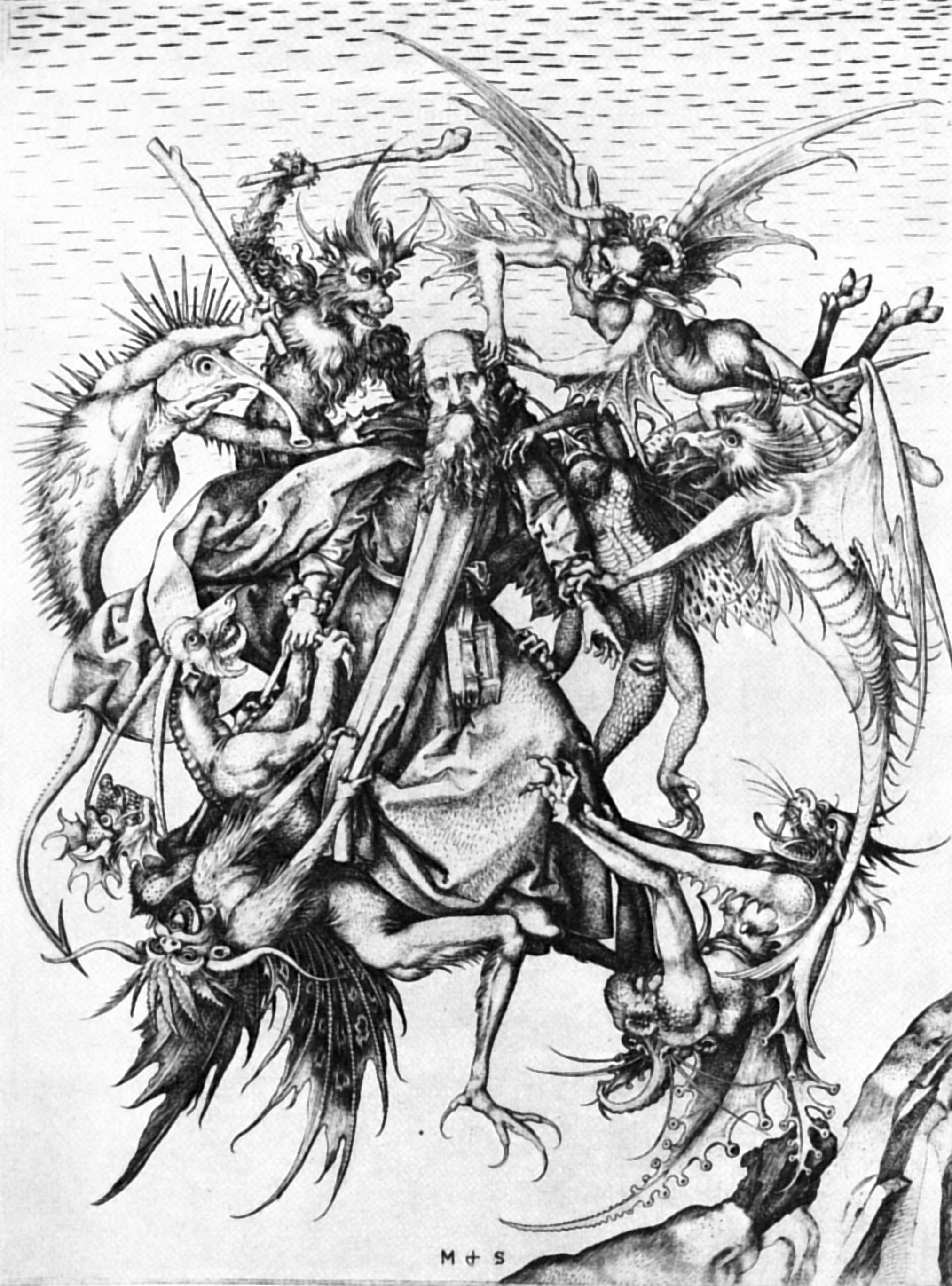
Martin Schongauer (c. 1470-75) De verzoeking van de Heilige Antonius, gravure